# El Ajedrecista

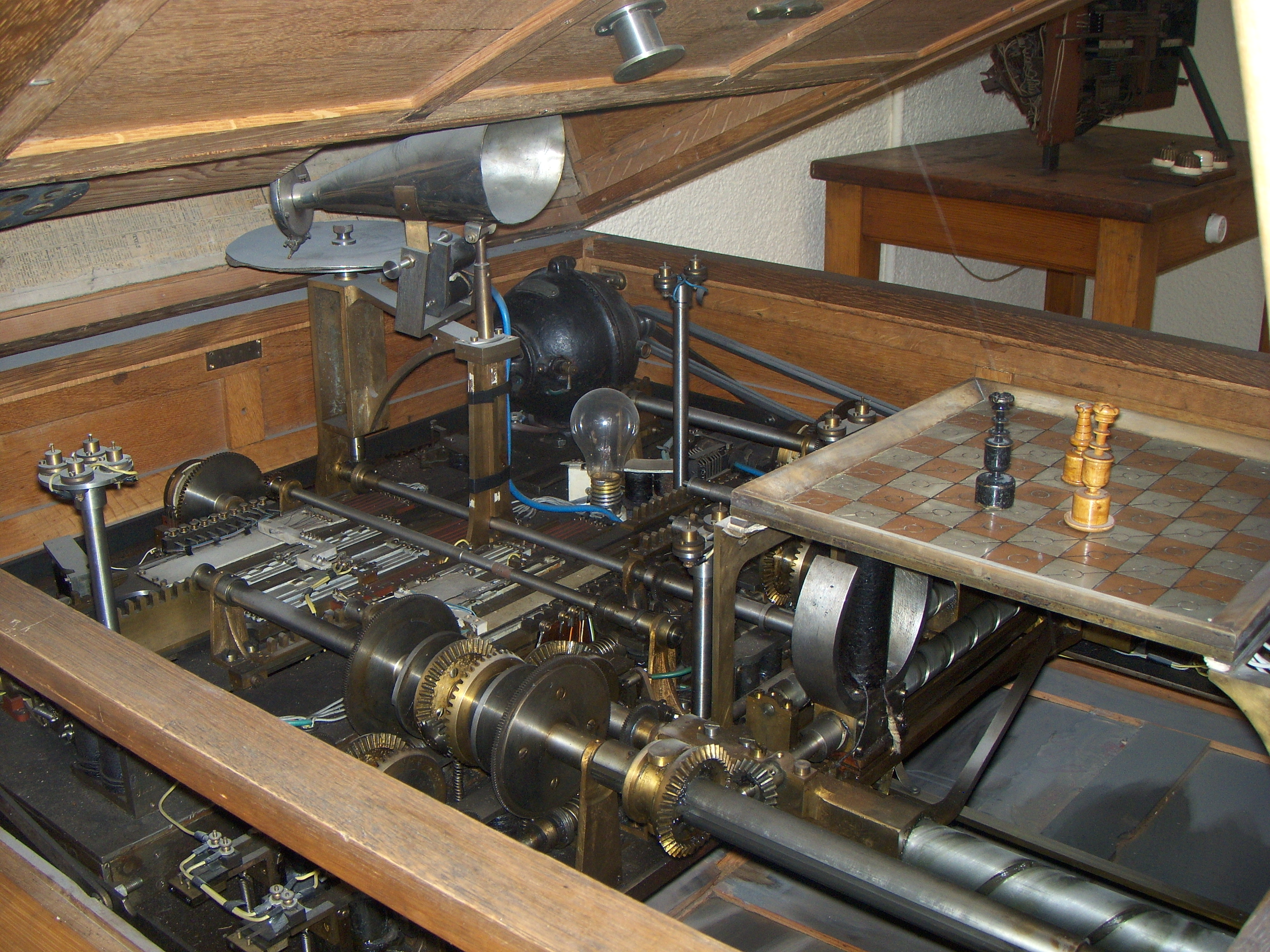
El Ajedrestica

El Ajedrecista [el achedresista] byl šachový automat, který dokázal řešit některé druhy koncovek. Sestrojil jej Leonardo Torres y Quevedo v roce 1912 a širší veřejnosti byl předveden na Světové výstavě v Paříži v roce 1914. V roce 1915 o něm referoval časopis Scientific American.
Z dnešního pohledu se jedná o velmi jednoduchý automat, ale ve své době se jednalo o pozoruhodného předchůdce dnešních algoritmů umělé inteligence. Dokázal vyhrát koncovku krále a věže proti lidskému hráči. Neobjevil sice vždy nejkratší řešení, ale matoval spolehlivě. Na rozdíl od předchozích slavných strojů (Turek, Ajeeb a Mephisto), které byly obsluhovány skrytým člověkem, se zde jednalo o skutečný automatický stroj.
Stroj i jeho kopie, sestavená konstruktérovým synem, jsou dodnes zachovány v Madridu.